# Evan Almighty
Evan Almighty (bra: A Volta do Todo Poderoso ; prt: Evan, o Todo-Poderoso) é um filme estadunidense de 2007 dos gêneros comédia, fantasia e catástrofe, sendo a sequência em spin-off de Bruce Almighty (2003). O filme foi dirigido por Tom Shadyac e escrito por Steve Oedekerk, sendo baseado nos personagens criados por Steve Koren e Mark O'Keefe a partir do filme original, e estrelado por Steve Carell, Morgan Freeman, Lauren Graham e John Goodman.
A produção do filme começou em janeiro de 2006. Várias empresas de efeitos visuais foram contratadas para fornecer técnicas digitais para os numerosos animais do filme e o cenário climático das inundações; o enredo principal é uma recontagem moderna da Arca de Noé. Quando o filme encerrou sua produção, ele se tornou a comédia mais cara de todos os tempos (sendo superado posteriormente por Men in Black III). Em outubro de 2007, o filme foi lançado em DVD e HD DVD.
O filme arrecadou um pouco menos do que seu orçamento de US$ 175 milhões em todo o mundo e recebeu críticas negativas. Evan Almighty também foi alvo de alegações de que os muitos animais usados no filme foram maltratados, mas a Universal Pictures enfatizou que as condições destes eram aceitáveis.

## Enredo
Recém eleito para o Congresso dos Estados Unidos, o ex-repórter de televisão local Evan Baxter deixa sua cidade natal de Buffalo, Nova Iorque, e depois se muda para a comunidade fictícia de Prestige Crest, Virgínia, onde sua campanha como político se torna famosa pelo slogan "vamos mudar o mundo"; Evan ora a Deus para lhe dar uma oportunidade para fazer valer sua frase política. Sua esposa, Joan, também ora para que ela, Evan e seus três filhos, Dylan, Jordan e Ryan, fiquem mais próximos como uma família. Em seu primeiro dia no Congresso, Evan recebe uma carta de seu chefe ganancioso, o congressista Chuck Long, que lhe oferece um escritório próprio e a oportunidade de se juntar a ele como um novato co-patrocinador da Lei de Integração de Terras Públicas dos Cidadãos (CINPLAN). Nos dias seguintes, eventos estranhos na vida de Evan ocorrem:
- Oito lotes vazios em Prestige Crest são comprados com o nome de Baxter e ferramentas antigas e madeira de gofer são entregues em seu endereço;
- Pares de animais começam a seguir Evan por toda parte, até mesmo no Congresso;
- Sua barba começa a crescer incontrolavelmente apesar dele se barbear por várias vezes;
- As palavras de "Gênesis 6:14" da Bíblia, assim como o número 614, começam a aparecer de várias formas ao longo de sua rotina diária.[1]

Evan percebe que esse número realmente se refere ao versículo 14 do capítulo 6 do livro de Gênesis da Bíblia, onde Deus instrui Noé a construir uma arca em preparação para um dilúvio vindouro. Embora Evan inicialmente rejeite essa ideia, o próprio Deus começa a aparecer para Evan de várias formas, assegurando-lhe que um dilúvio realmente chegará e a única maneira de Evan "mudar o mundo" será construir a arca. O próprio Evan decide começar a construir a arca com as ferramentas e os materiais fornecidos, dando a ele a oportunidade de se aproximar de seus filhos, embora Joan veja isso como uma crise de meia idade por parte dele.
Mesmo com Evan mantendo sua carreira no Congresso, sua nova aparência causada pela enorme barba afasta seus três funcionários, Rita Daniels, Marty Stringer e Eugene Tennanbaum; além disso, os animais que o seguem em todos os lugares passam a se tornar cada vez mais perturbadores; Deus reaparece e fornece a Evan uma túnica e avisa que o dilúvio acontecerá ao meio-dia de 22 de setembro. Quando Evan veste a túnica, ele descobre que é incapaz de usar outras roupas pois a túnica ressurge "magicamente" em seu corpo quando ele tenta usar qualquer outra peça de seu guarda-roupa. Long tem seu nome removido da conta do Public Land Act devido a aparência preguiçosa de seu apoiador Evan, causando-lhe indignação e a suspensão de Evan no Congresso. Acreditando que Evan ficou louco, Joan o deixa, fazendo com que Evan continue construindo a arca sozinho; em um restaurante, Joan encontra Deus disfarçado de garçom; ele, sem revelar sua "identidade" a ela, diz a Joan que ela deve ver isso como uma oportunidade para toda a família se aproximar. Joan se inspira e finalmente volta com as crianças para ajudar Evan a terminar a arca para se preparar para o dilúvio.
Em 22 de setembro, os funcionários de Evan mostram a ele que Long havia construído próxima de Prestige Crest uma represa gigante, mas Long cortou gastos da construção da barragem através de esquemas de corrupção; os funcionários suspeitam que Long faria o mesmo com o Projeto de Lei da Terra Pública, cujas leis iriam beneficiar os trambiques de Long. Com a arca completa, a polícia tenta destruí-la com uma bola de demolição, pois ela viola os códigos de terra. Quando os animais começam a entrar na arca uma chuva começa a cair; Evan percebe que a inundação será causada pela falha da barragem construída por Long. Ele adverte as pessoas da cidade que ali se encontram a embarcarem na arca quando a represa finalmente se rompe, destruindo toda a Prestige Crest. Com todos a bordo, a arca percorre as ruas inundadas de Washington e para em frente ao Capitólio, interrompendo a votação do Projeto de Lei da Terra Pública de Long. Ao desembarcar da arca, Evan aproveita a situação e acusa o corte de custos de Long pelo rompimento da barragem, levando vários outros membros do Congresso a votar contra a lei; isso acarreta numa CPI onde Long será investigado por seus lucros através de seus esquemas, enquanto todos os animais deixam a cidade para retornar aos seus habitats naturais. Evan finalmente é reintegrado no Congresso e sua aparência volta ao normal, com sua barba parando de crescer e a túnica não aparecendo mais subitamente vestida em seu corpo.
Evan reencontra Deus durante uma caminhada numa colina com sua família; Deus afirma que a vida de Evan agora está perfeita do jeito que ele pediu em sua oração, estando mais perto de sua família e tendo mudado o mundo para melhor através de uma Atitude Real de Carinho e Amor (A.R.C.A.).

## Elenco
- Steve Carell como Evan Baxter,
- Morgan Freeman como Deus,
- Lauren Graham como Joan Baxter,
- Catherine Bell como Susan Ortega,
- John Goodman como Deputado Long (Chuck Long),
- Wanda Sykes como Rita,
- John Michael Higgins como Marty,
- Jonah Hill como Eugene Tenanbaum,
- Jimmy Bennett como Ryan Baxter,
- Graham Phillips como Jordan Baxter,
- Johnny Simmons como Dylan Baxter,
- Rachael Harris como Markie Parkington,
- Molly Shannon como imobiliária Eve Adams e
- Ed Helms como Ed Carson.

## Produção

### Escrita do roteiro
O roteiro do filme foi originalmente intitulado como "The Passion of the Ark" e foi escrito por Bobby Florsheim e Josh Stolberg. Tornou-se objeto principal de um leilão de lances envolvendo sete estúdios de cinema em abril de 2004; o roteiro acabou sendo vendido para a Sony Pictures em um acordo no valor de US$ 2.500.000, onde foi incluída mais uma porcentagem dos lucros. A Universal Pictures imediatamente fez um acordo para co-produzir o roteiro com a Sony e para Steve Oedekerk reescrevê-lo como uma sequência de Bruce Almighty; Steve Oedekerk esteve envolvido com Bruce Almighty como produtor executivo e co-roteirista do roteiro (com Steve Koren e Mark O'Keefe, que escreveu a história). Mais tarde, o estúdio descartou completamente o roteiro original de "The Passion of the Ark" e Oedekerk criou um novo roteiro do zero (apenas ele foi creditado como roteirista do filme nos créditos finais). Jim Carrey foi convidado a reprisar seu papel como Bruce na sequência e, quando recusou, o diretor Tom Shadyac convenceu Steve Carell a aceitar o papel principal. Shadyac, refletindo sobre o primeiro filme, afirmou "[Carell] fez algumas cenas engraçadas de Bruce Almighty. Pensamos: 'Por que não pegar o personagem dele e usá-lo em outro filme?'".

### Escolha do elenco
Jim Carrey se recusou a reprisar seu papel de Bruce Almighty; embora Carrey tenha atuado na sequência de Ace Ventura: Pet Detective, ele disse que "não gosta de fazer o mesmo personagem duas vezes". Isso marcou a terceira vez que uma sequência onde Carrey inicialmente iria reprisar papéis repetidos acabou sendo realizada sem ele devido à sua recusa (depois de Dumb and Dumberer: When Harry Met Lloyd e Son of the Mask).

### Orçamento
O orçamento inicial, de aproximadamente US$ 140 milhões, levou Evan Almighty a se tornar o filme de comédia mais caro já feito; custos adicionais, como construção de cenários, efeitos visuais e problemas com a filmagem de vários animais em um local controlado aumentaram o orçamento em US$ 175 milhões. Uma vez que o marketing do filme também foi incluído, o orçamento total do filme foi estimado em cerca de US$ 200 milhões. O orçamento crescente levou a Sony a abandonar o projeto e entregá-lo inteiramente à Universal Studios. Parte do orçamento era a folha de pagamento de Carell, onde ele ganhou US$ 5 milhões por seu papel de Evan Baxter.

### Projeto e construção da arca

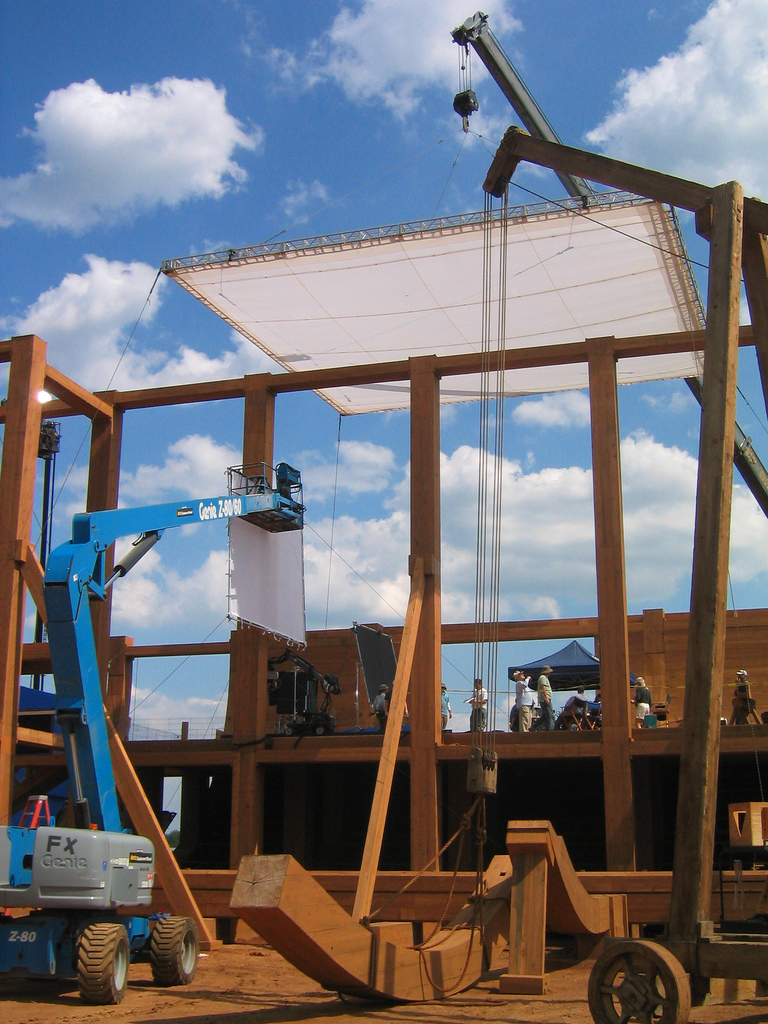
A arca sendo preparada para uma filmagem

A construção da arca começou em janeiro de 2006 e as cenas envolvendo a arca foram filmadas em uma subdivisão de Crozet, na Virgínia, chamada Old Trail. A arca foi projetada para atender às medidas reais dos contos bíblicos, medindo 450 pés (137 m) de comprimento, 80 pés (24 m) de largura e 51 pés (16 m) de altura. O layout da arca também se baseava em figuras de vários livros infantis que os membros da produção haviam lido na infância. Quando os personagens eram filmados durante o dia para as cenas da construção da arca ou estavam em outro local, os membros da produção continuavam a construir a arca à noite. Uma base de concreto foi construída para suportar o peso da arca quando lotada; após a conclusão das filmagens, a arca foi derrubada em uma semana e a base em outra semana.
Ao desmontar o cenário, tudo o que era recuperável da arca foi doado ao instituto Habitat for Humanity. "Não deixe rastros" foi o slogan usado pelo diretor como parte do bônus do lançamento em DVD do filme chamado "The Almighty Green Set".

### Trajes e locações

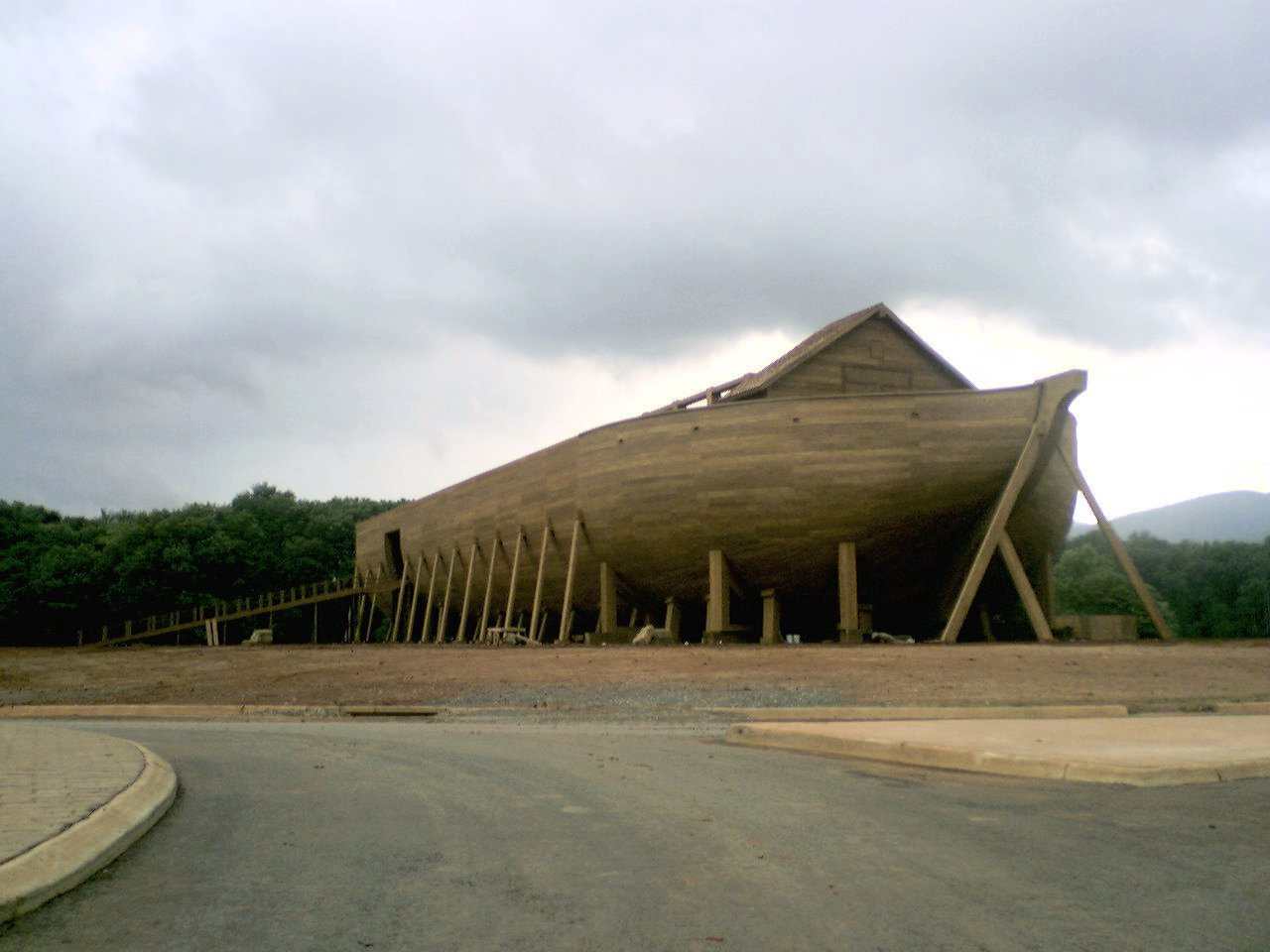
A Arca usada para as filmagens estava localizada em Crozet, Virginia.

Para criar a barba e os cabelos longos de Evan, três designers levavam três horas por dia adicionando cabelos individuais usando adesivo protético e fazendo Carell usar perucas personalizadas; as perucas consistiam em cabelos humanos e pelos de iaques. Com seu novo visual, Carell às vezes era apelidado de "Homem da Montanha", "Retrossexual" ou "Unabomber" durante as filmagens.  Para as roupas, os estilistas conversaram com especialistas em têxteis, pesquisaram informações históricas sobre as roupas que provavelmente eram usadas na época de Noé e usaram fibras envelhecidas para a criação da túnica.
As cenas do filme foram filmadas em vários locais da Virgínia, incluindo áreas de Crozet, Waynesboro, Richmond, Charlottesville e Staunton e arredores, embora algumas filmagens tenham ocorrido também nos estúdios da Universal em Hollywood, Califórnia.

## Efeitos
Para a computação gráfica usada ao longo do filme, as empresas Rhythm and Hues e Industrial Light & Magic desenvolveram diferentes partes do filme; a R&H se concentrou na animação dos animais, enquanto a ILM completou a cena final da arca correndo pelas ruas alagadas de Washington DC. A empresa inicialmente teve problemas para criar os efeitos da água e teve que desenvolver novas ferramentas que coreografassem os movimentos da água. Além disso, a ILM utilizou ferramentas semelhantes às usadas no filme anterior Poseidon. A iluminação também era um problema, pois os personagens da arca haviam sido filmados em um palco de fundo verde para a aplicação dos efeitos visuais; a empresa precisava garantir que a iluminação correspondesse à dos personagens e ao ambiente externo. Detalhes foram adicionados à arca para takes de longa distância para tornar o design da arca mais atraente e relacionar o tamanho do barco à escala em comparação com a quantidade de água. Para completar a cena, a ILM usou de trinta a sessenta pessoas e produziu duzentas fotos durante um período de um ano entre abril de 2006 e maio de 2007.

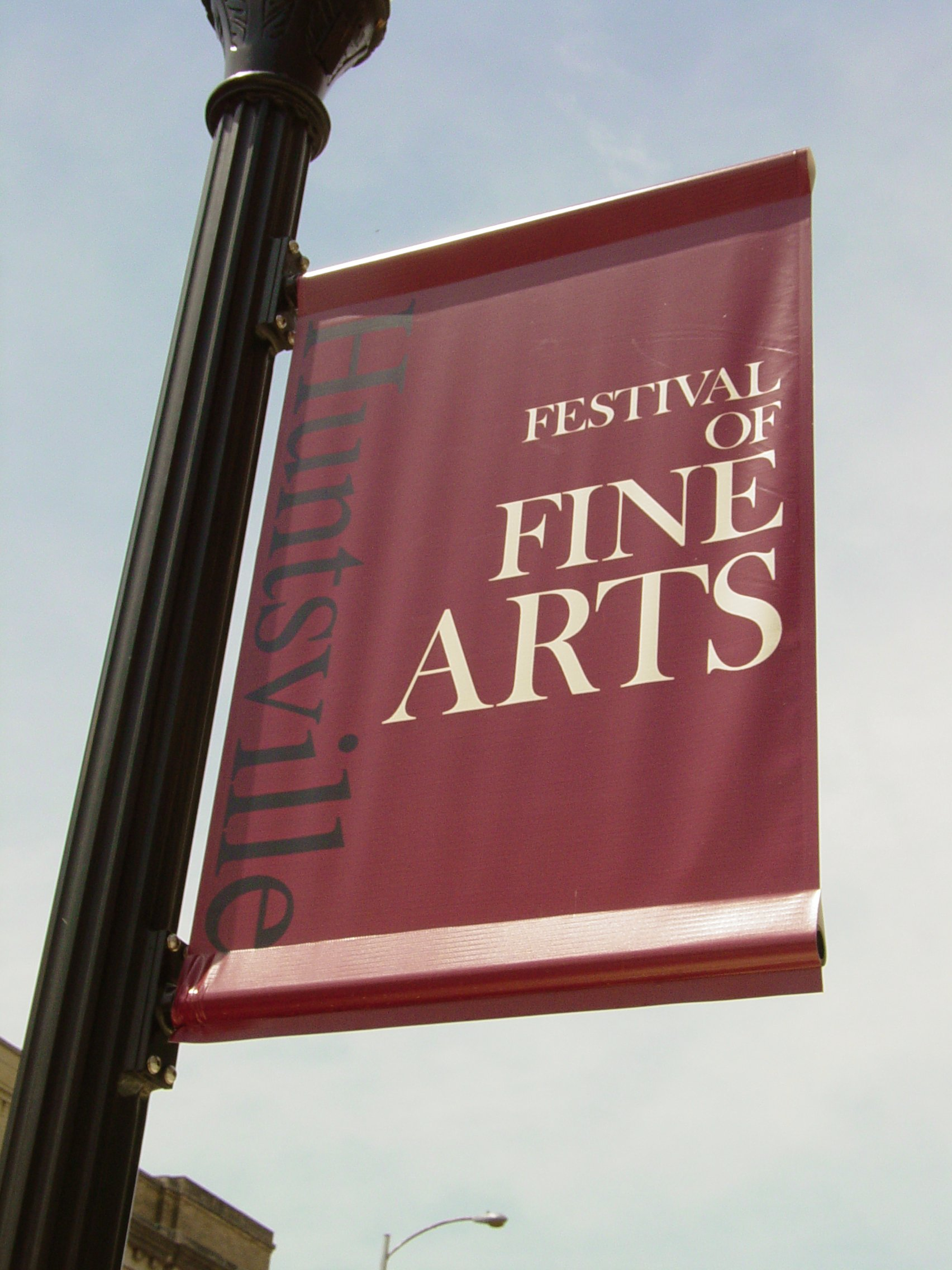
Sinalização em um poste de luz no centro de Waynesboro, Virgínia, para as filmagens de Evan Almighty

A Rhythm & Hues criou trezentos pares de animais em CGI para uso na arca utilizando como base quinze pares ilustrados em fotos para as cenas que mostrassem mais detalhes das espécies. A R&H também recebeu assistência da CIS Hollywood, outra empresa de efeitos visuais, que forneceu um grande número de compósitos, envolvendo centenas de fotos e vídeos de animais em fundo verde. Nas cenas em que existem várias espécies de animais, os membros das equipes filmavam os animais na tela verde e a R&H e a CIS adicionavam os animais digitalmente, um de cada vez, às vezes levando várias semanas ou alguns meses; Andy Arnett, supervisor de animação, declarou que "a pesquisa foi extensa. Demorou seis ou sete meses para aperfeiçoar a aparência dos animais antes de darmos o primeiro tiro pela porta".
Para a cena no escritório do congressista Long, o CGI foi usado o tempo todo para os peixes que seguiam Evan de dentro do aquário. A Cafe FX, empresa de efeitos visuais contratada para a cena, encomendou dez tipos diferentes de peixes tropicais de uma loja local e estudou seus movimentos para imitá-los na tela usando animação por computador. Jeff Goldman, supervisor de efeitos visuais, afirmou: "No início da sequência, imitamos o comportamento real dos peixes em nossa animação, mas, como a cena se desenrola, os peixes são um contraponto ao tempo cômico de Steve Carell".

## Marketing
No final de maio, durante a produção, a mídia soube que o diretor Tom Shadyac reclamou com raiva dos produtores, dizendo: "Não estou vendo nenhum anúncio e não sei por quê. Não estou obtendo respostas. As pessoas estão me dando informações que não é verdade... Só estou ouvindo sobre todos os outros filmes de verão e nada sobre os meus". Shadyac também demitiu seus consultores de marketing que ele havia usado em filmes anteriores devido a seus pensamentos sobre um suposto uso indevido de marketing. Mais tarde, ele se desculpou pelo desabafo com os produtores e alegou que era resultado de seu nervosismo antes do lançamento do filme.
A Grace Hill Media, uma empresa de marketing que tem como alvo filmes americanos religiosos e também foi usada para comercializar Bruce Almighty, O Código Da Vinci e A Paixão de Cristo, realizou exibições exclusivas do filme em meados de junho, em cinquenta cidades nos Estados Unidos, para alcançar espectadores religiosos. A empresa também forneceu exibições gratuitas para blogs em troca de publicidade nos próprios sites. O filme e seu subsequente vídeo caseiro foram divulgados aos cristãos e suas igrejas por meio de uma "campanha de bondade" chamada Ark ALMIGHTY.
O primeiro trailer do filme estreou em 29 de março de 2007 durante um comercial de uma maratona do seriado The Office, que também conta com Steve Carell e Ed Helms. Para publicidade online, um clipe de oito minutos de uma cena foi lançado no Yahoo! dois dias antes do lançamento do filme. A pré-estreia do filme foi realizada em 10 de junho de 2007 e os convidados incluíram Adam Sandler, David Hasselhoff, Kate Flannery, Eddie Murphy, Kevin James e Mindy Kaling, dentre outros.

## Impacto ambiental
O diretor Tom Shadyac sentiu que o filme refletia temas ambientais de como os humanos são mordomos da criação de Deus. De acordo com os temas, Evan Almighty se tornou o primeiro filme da NBC Universal a compensar as emissões de carbono da produção. O produtor Michael Bostick revelou como as emissões foram compensadas:
Trabalhamos em estreita colaboração com o "The Conservation Fund" para calcular nossas emissões de carbono a partir do que usamos no filme - seja de veículos usados nas filmagens ou de qualquer equipamento de construção. Uma vez calculadas nossas emissões de carbono, plantamos árvores que efetivamente zeram nossa pegada climática deixada para trás no filme.
Shadyac conseguiu isso exigindo que os membros da produção plantassem 2.050 árvores no Rappahannock River Valley National Wildlife Refuge, em Warsaw, Virgínia, e no Refúgio Nacional da Vida Selvagem San Joaquin River, perto de Modesto, Califórnia. Ele também comprou mais de 400 motos para todo o elenco e equipe para eles usarem na locomoção entre as locações em vez de automóveis. Além disso, em vez de simplesmente demolir conjuntos, Shadyac tentou doar as casas construídas para a produção e mandou reciclar a Arca, doando seu materiais ao Habitat for Humanity. Durante a estreia do filme para elenco e equipe na Universal Citywalk, os participantes foram incentivados a doar para uma campanha de reflorestamento que atuava em diversos locais do mundo. Durante o evento de estreia, foram utilizados copos e pratos reciclados para consumos de bebida e comida. Shadyac também exigiu que, quando a Industrial Light & Magic desenvolvesse a cena climática, a inundação em CGI não parecesse prejudicar nenhuma das árvores da cena.
O filme fez uma parceria com o site Get On Board Now, que focava na importância da conservação ambiental durante a produção do filme. As doações foram feitas no site do "The Conservation Fund", que pagou pelo plantio de 15.000 árvores.

## Bem-estar animal

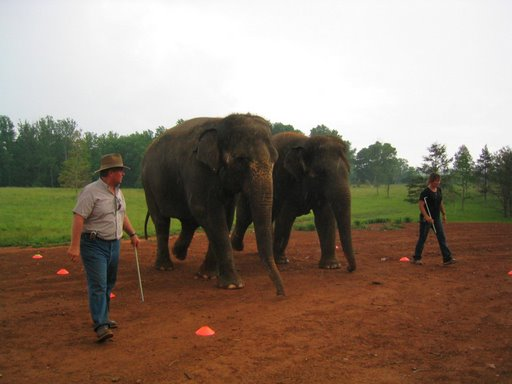
Dois elefantes sendo treinados para as filmagens.

A American Humane Association supervisionou as 177 espécies de animais que foram usadas no filme. Em cenas que incluem predadores e presas, os animais foram adicionados digitalmente para garantir a segurança tanto destes quanto dos atores. A American Humane Association deu sua permissão para o filme exibir o aviso "Nenhum animal foi ferido na produção deste filme" durante os créditos finais.
A organização de direitos dos animais PETA, contudo, acusou os produtores do filme de usar animais que haviam sido abusados anteriormente. Dois chimpanzés que aparecem no filme, Cody e Sable, foram entregues pelo proprietário para resolver uma ação que documentava alegações de espancamentos e maus-tratos. O diretor do filme, Tom Shadyac, disse sobre as críticas da PETA: "Eles não estão errados. Há uma certa hipocrisia sempre que você trabalha com animais, até para mostrar, o que esperamos estar mostrando, o respeito de todos. A criação de Deus ... eu não sei. Eu respeito as críticas deles". A PETA também criticou a Birds & Animals Unlimited, o principal fornecedor de animais do filme, por supostas violações graves e contínuas de leis ambientais dos Estados Unidos, incluindo o não cumprimento dos requisitos de cuidados veterinários e o não fornecimento de abrigo contra o calor e a luz solar, a qual PETA afirma que tem como provar isso. Um porta-voz da Universal Studios declarou:
Os animais vivos usados nas filmagens de Evan Almighty foram suplementados por um grande número de animais gerados por computador, mas seria impossível depender exclusivamente do CGI, pois algumas cenas importantes do filme demonstram a necessidade de uma coexistência pacífica e produtiva entre homem e animais. Uma das mensagens mais proeminentes e inevitáveis do filme é a responsabilidade que os humanos têm para proteger e cuidar dos animais.

## Lançamento

### Mídia doméstica
O filme foi lançado em HD DVD e DVD em 9 de outubro de 2007 e foi o quarto DVD mais alugado em sua semana de lançamento nas locadoras, lucrando US$ 6,4 milhões. Nas primeiras seis semanas de lançamento do filme o lucro foi de US$ 27.676.676 em vendas domésticas de DVD. Os bônus do HD DVD e do DVD incluem cenas deletadas, cenas planejadas, entrevistas com o elenco e filmagens dos animais usados no filme. O filme foi lançado em Blu-ray em 7 de agosto de 2012.

### Proibição proposta
A Associação de Consumidores Muçulmanos da Malásia (PPIM) pediu a proibição do filme, alegando que é ofensivo ao Islã. O secretário-geral Maamor Osman afirmou que o filme estava descrevendo o grande dilúvio como comédia e caracterizou Deus com a representação de um humano, ambos considerados blasfemos no Islã. Da mesma forma, houve algum protesto público contra Bruce Almighty quando o filme foi lançado nos cinemas.

## Recepção

### Resposta da crítica
Evan Almighty recebeu críticas geralmente negativas de críticos e espectadores. No site agregador de críticas Rotten Tomatoes, o filme tem uma classificação de aprovação de 23%, com base em 195 críticas, com uma classificação média de 4,48/10; o consenso crítico do site diz: "Grande em efeitos especiais, mas com poucas risadas, Evan Almighty subutiliza um elenco cheio de estrelas que inclui Steve Carell e Morgan Freeman". No site Metacritic, que utiliza um sistema de classificação normalizado, o filme obteve uma pontuação de 37 de 100, com base em 33 críticas, indicando "críticas geralmente desfavoráveis".
Em sua crítica ao filme, Richard Roeper elogiou Jim Carrey por se recusar a reprisar seu papel em "três das piores sequências de todos os tempos", que incluíram Dumb and Dumberer: When Harry Met Lloyd, Son of the Mask e Evan Almighty; ele ainda disse: "Evan Almighty é uma suposta comédia de papel fino, que gera risadas fracas usando proporções bíblicas e uma mensagem espiritual condescendentemente simplista". Vários revisores atribuem o desempenho de Carell à melhora significativa do humor do filme.
Peter Travers, da Rolling Stone, declarou o filme como o pior épico do ano em sua lista de piores filmes de 2007. Antes de Evan Almighty ser lançado, o filme foi indicado ao prêmio de "Melhor filme de verão que você ainda não viu" na MTV Movie Awards de 2007, competindo contra sete outros indicados e perdendo para Transformers. De acordo com os números das bilheterias, o filme é o segundo filme de maior bilheteria sobre "comédias sobrenaturais com elementos religiosos", segundo o site Box Office Mojo, perdendo apenas para o seu antecessor Bruce Almighty. Além disso, Evan Almighty foi nomeado para o Framboesa de Ouro na categoria de "Pior sequência", perdendo para Daddy Day Camp.

### Bilheteria
Embora Evan Almighty tenha sido muito elogiado por frequentadores de igrejas, e tivesse o dobro do orçamento de Bruce Almighty, o filme se apresentou sob expectativas. Em seu primeiro fim de semana, estreou em 5.200 telas em 3.604 cinemas e ganhou US$ 31,1 milhões (nos dois primeiros dias, o filme faturou US$ 11,4 milhões, seguido por US$ 8,3 milhões no domingo). A abertura foi menos da metade do fim de semana de US$ 68 milhões do primeiro filme (US$ 85 milhões contados no feriado de Memorial Day). Nikki Rocco, presidente de distribuição da Universal Pictures declarou: "Nunca esperávamos que fosse muito mais alto... Não é incomum os filmes de família abrirem em um nível como esse, sem dúvidas esse filme deixará um legado". Contudo, o filme conseguiu permanecer apenas no terceiro lugar nas bilheterias na segunda semana, antes de cair para o quinto lugar na terceira semana.
Internacionalmente, o filme também estreou em primeiro lugar na Rússia e na Ucrânia, ganhando US$ 1,5 milhão na Rússia, com 329 locais de exibição e US$ 179.000 na Ucrânia, em 64 locais. O valor bruto nos finais de semana de abertura para os dois países foi de 10% e 11%, respectivamente, maior que a abertura para Bruce Almighty. No total, o filme ganhou US$ 173.418.781 em todo o mundo, com US$ 100.462.298 arrecadados só nos Estados Unidos e US$ 72.956.483 nos outros países.

## Trilha sonora
Evan Almighty: Music from and Inspired by the Motion Picture foi lançado em 19 de junho de 2007. A canção "Revolution" foi interpretada pela banda Rascal Flatts no filme; esta versão, contudo, não está na trilha sonora, mas aparece como uma faixa bônus no álbum Still Feels Good. Também não estão incluídos na trilha sonora o hit de Elton John em 2006, "Just Like Noah's Ark", do qual apenas um pouco é ouvido durante o início da construção da arca, e a canção "Waiting on the World to Change" de John Mayer, usado nas cenas da construção da arca. A música "Ready For a Miracle" foi lançado como um single da trilha sonora da artista de country pop americana LeAnn Rimes.
A versão de Rascal Flatts da música "Revolution" alcançou o número 57 nas paradas do Hot Country Songs, e "The Power of One", de Bomshel, alcançou o número 52 na mesma parada.
| N.º | Título                                       | Artista                      | Duração |  |
| 1.  | "Ready for a Miracle"                        | LeAnn Rimes                  | 3:36    |  |
| 2.  | "One Love"                                   | Jo Dee Messina               | 3:53    |  |
| 3.  | "Have You Ever Seen the Rain?"               | John Fogerty                 | 2:47    |  |
| 4.  | "Walk on Water"                              | Blue County                  | 3:50    |  |
| 5.  | "Spirit in the Sky" (feat. Mikeschair)       | Plumb                        | 3:24    |  |
| 6.  | "The Power of One"                           | Bomshel                      | 4:33    |  |
| 7.  | "Be the Miracle"                             | Room for Two                 | 2:17    |  |
| 8.  | "God Makes Stars"                            | Hal Ketchum                  | 3:03    |  |
| 9.  | "This Land Is Your Land"                     | The Mike Curb Congregation   | 3:16    |  |
| 10. | "Never Give Up"                              | Tracy Edmond                 | 4:00    |  |
| 11. | "Revolution"                                 | Blue County                  | 4:17    |  |
| 12. | "Revolution"                                 | Stone Temple Pilots          | 3:39    |  |
| 13. | "Sharp Dressed Man"                          | Jo Dee Messina               | 3:49    |  |
| 14. | "Sharp Dressed Man"                          | ZZ Top                       | 4:15    |  |
| 15. | "Gonna Make You Sweat (Everybody Dance Now)" | C+C Music Factory            | 4:07    |  |
| 16. | "Have You Ever Seen The Rain?"               | Creedence Clearwater Revival | 2:41    |  |

- Nota: as faixas um, dois e catorze a dezesseis são retiradas do filme, enquanto as faixas três a treze são inspiradas no filme.[54]

### Prêmios
Em 2008, a trilha sonora foi indicada ao Dove Award na categoria de "Álbum de Eventos Especiais do Ano" durante sua trigésima nona cerimônia. A música "Be the Miracle", do grupo Room for Two, também foi indicada para "Canção Contemporânea Gravada no Ano", enquanto "Ready for a Miracle", de LeAnn Rimes, ganhou o Prêmio Dove de "Canção Gospel Gravada no Ano".